# Nigidius baeri
Nigidius baeri es una especie de coleóptero de la familia Lucanidae.

## Distribución geográfica
Habita en Taiwán y Luzon en (Filipinas).